# 5643 Roques
5643 Roques (1990 QC2) là một tiểu hành tinh vành đai chính được phát hiện ngày 22 tháng 8 năm 1990 bởi H. E. Holt ở Palomar.